# Nemopterella nigrosetosa
Nemopterella nigrosetosa är en insektsart som beskrevs av Bo Tjeder 1967. Nemopterella nigrosetosa ingår i släktet Nemopterella och familjen Nemopteridae. Inga underarter finns listade i Catalogue of Life.